# Ittre
Ittre (en való Ite, neerlandès Itter) és un municipi belga del Brabant Való a la regió valona. El 1977 va aplegar les viles d'Haut-Ittre, Ittre i Virginal-Samme. L'1 de gener del 2024 tenia 7.007 habitants.

## Agermanaments
- Écueillé[2]